# Кладбище Героев (Тагиг)

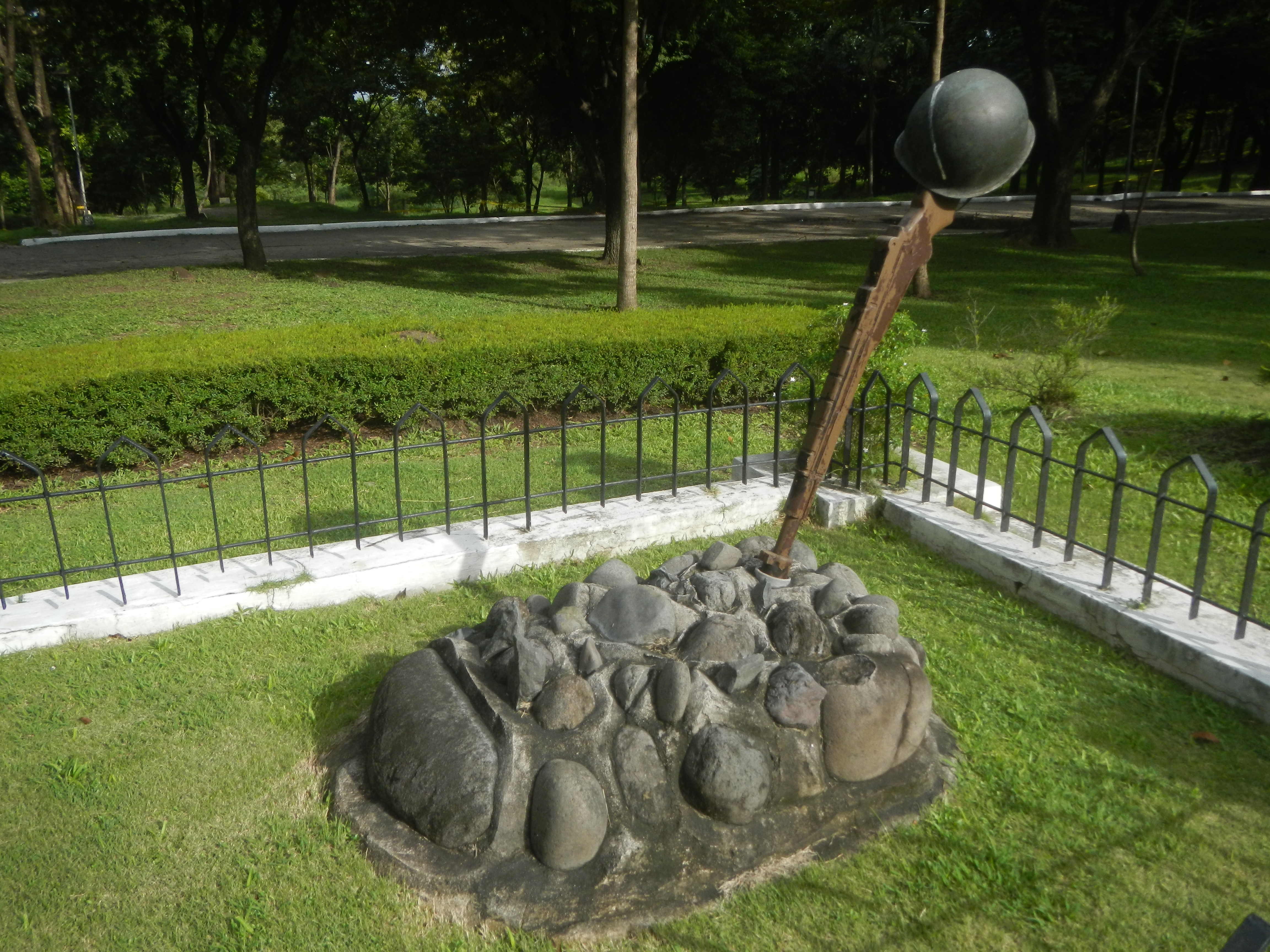
Могила неизвестного солдата

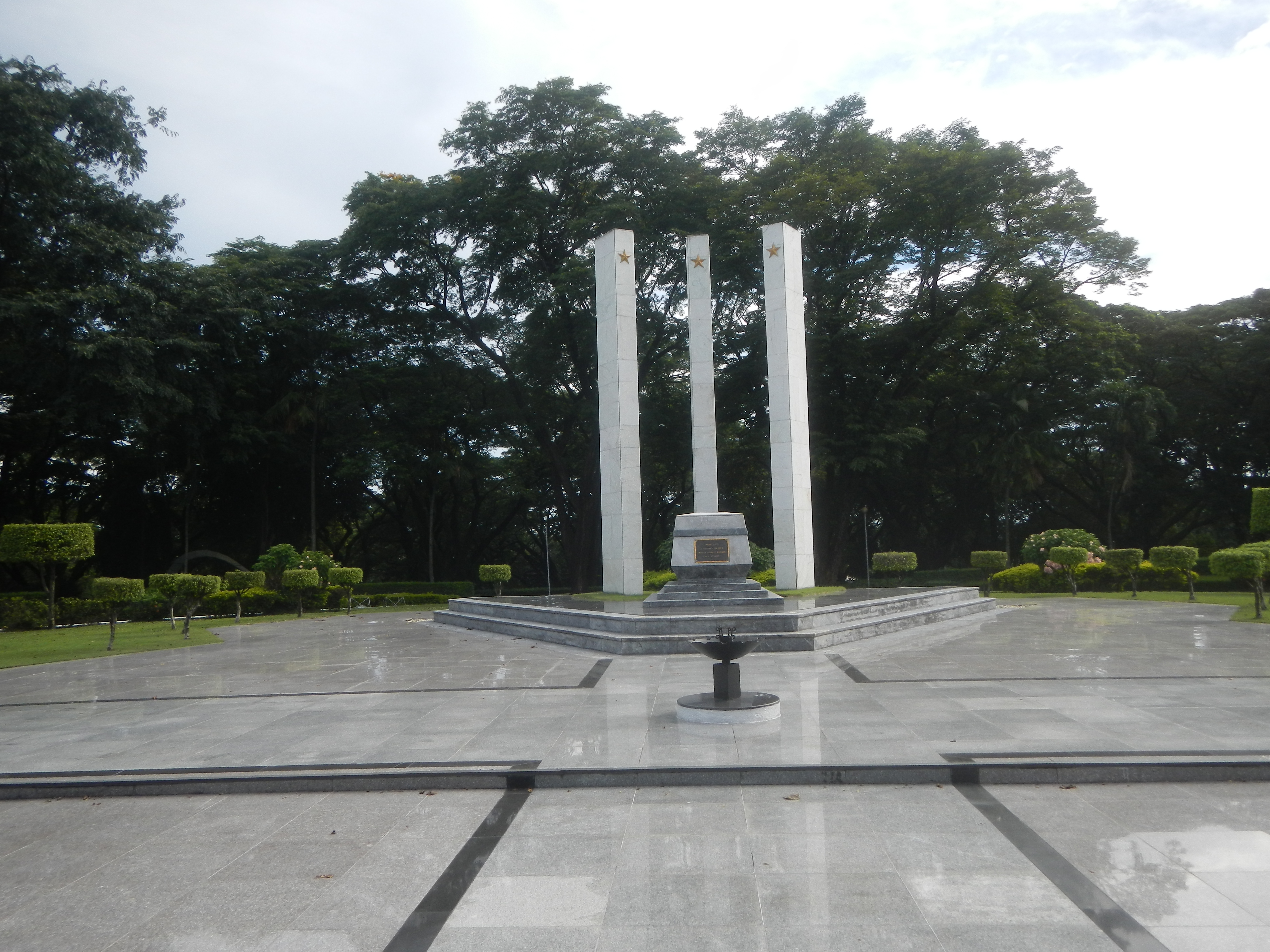

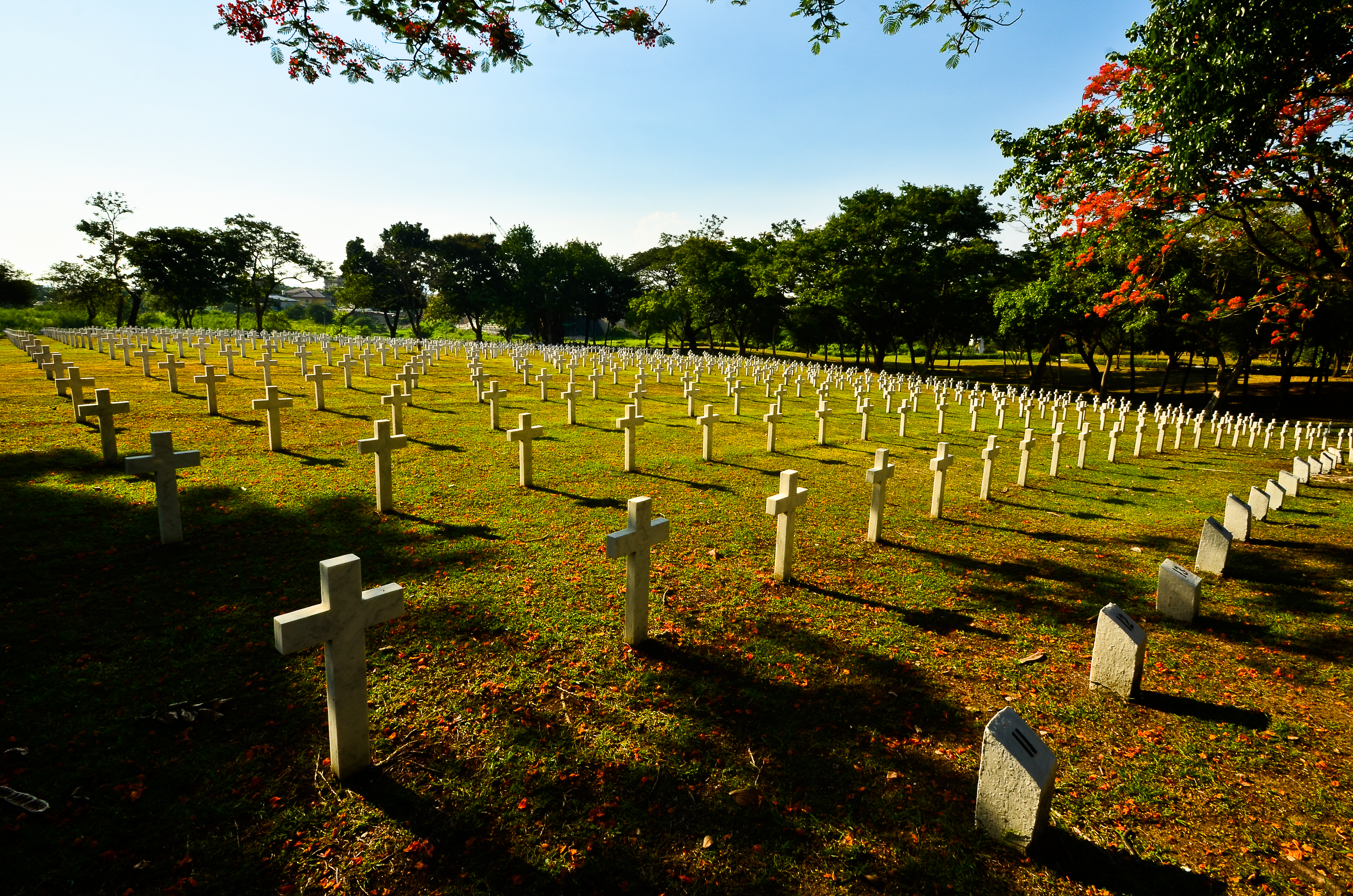
Кладбище национальных Героев

Кладбище национальных Героев — филиппинский некрополь, национальный мемориал, расположен в г. Тагиге на западном берегу озера Лагуна-де-Бай.
Создано в мае 1947 года, как место захоронения филиппинских военнослужащих от рядовых до генералов, служивших во время Второй мировой войны. Со временем стал официальным пантеоном умерших президентов, политиков, национальных героев, участников борьбы за независимость Филиппин, народных художников, артистов, учёных и других выдающихся филиппинцев.
Здесь находится национальная Могила неизвестного солдата.
Разрешение на погребение выдаётся лично президентом Филиппин. Над входными воротами есть надпись: Я не знаю достоинства рождения, но знаю славу смерти.

## Известные персоны, похороненные на Кладбище национальных Героев
- Кирино, Эльпидио, шестой президент Филиппин
- Гарсия, Карлос Полестико, восьмой президент Филиппин
- Макапагал, Диосдадо, девятый президент Филиппин
- Маркос, Фердинанд, десятый президент Филиппин
- Толентино, Артуро Модесто, вице-президент, министр иностранных дел Филиппин
- Лаурель, Сальвадор Идальго, вице-президент, премьер-министр Филиппин
- Пенья Ромуло, Карлос, министр иностранных дел Филиппин
- Кирино, Карлос, историк, писатель, биограф. Народный художник.
- Тиханки, Клаудио, председатель Верховного суда Филиппин. Министр юстиции Филиппин
- Арсельяна, Франсиско, писатель.